# Casa de Comares

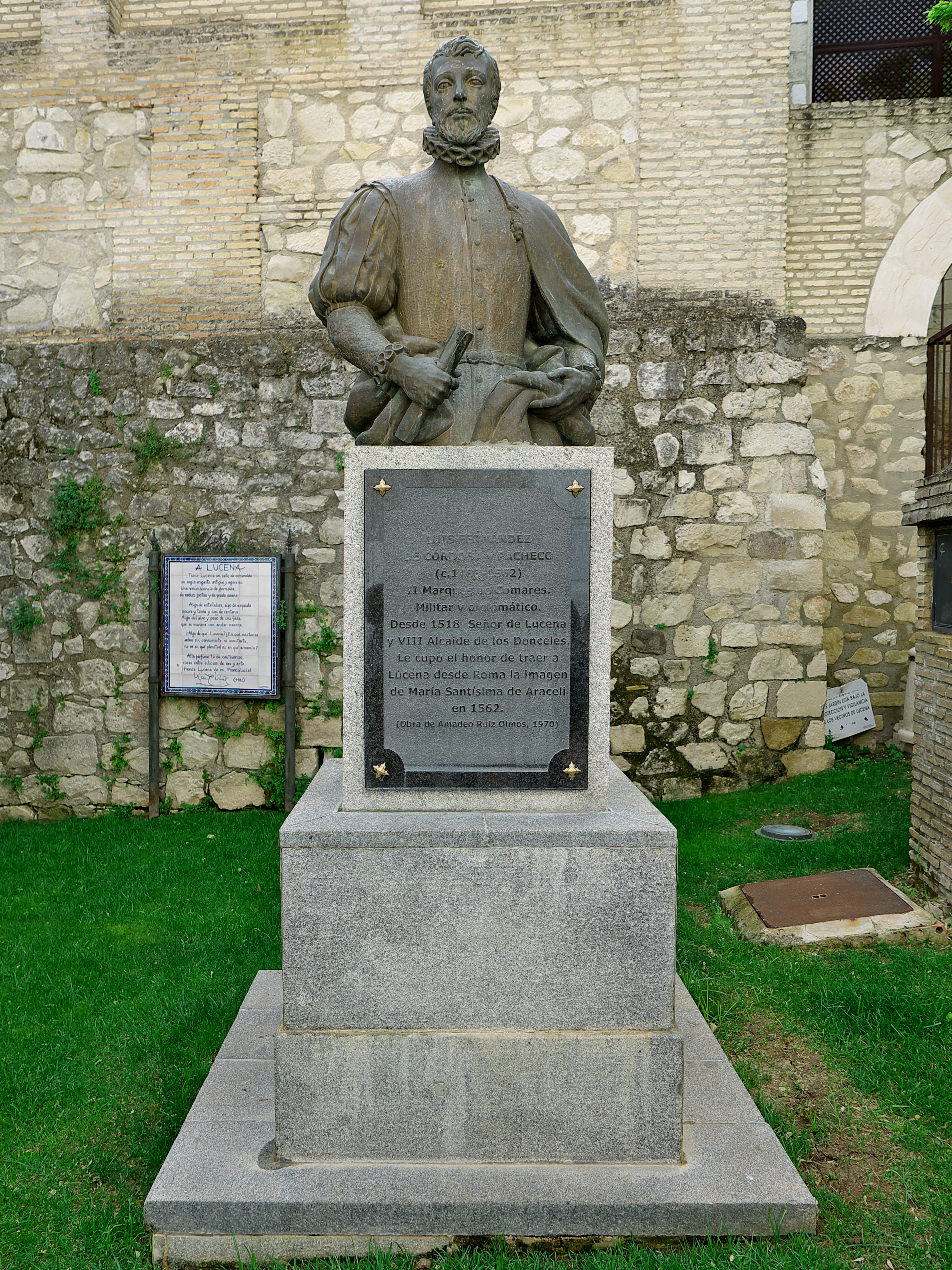
Luis Fernández de Córdoba y Pacheco, (Lucena)

La casa de Comares es una casa nobiliaria española de originaria de la Corona de Castilla, cuyo nombre procede del marquesado de Comares. La casa procede de una rama secundaria de la casa de Priego desvinculada de la principal a mediados del siglo XIV, con Diego Fernández de Córdoba, Alcaide de los Donceles. Le sucedió Martín Fernández de Córdoba, que incrementó el patrimonio de la casa con los señoríos de Lucena y Espejo y el señorío de Comares, que en 1512 fue convertido en Marquesado de Comares, en la persona de Diego Fernández de Córdoba y Arellano. En 1575 la casa de Comares incorporó la casa de Segorbe y la casa de Cardona y en 1676 las tres se incorporaron a la casa de Medinaceli.

## Marquesado de Comares
El Marquesado de Comares es el título nobiliario español creado en 1512 por Fernando el Católico regente de la reina Juana I de Castilla y del rey Carlos I de Castilla, a favor de Diego Fernández de Córdoba y Arellano, (Córdoba 1460 - 15 de agosto de 1525), noble español de la casa de Aguilar, VI alcaide de los Donceles, XI señor de Espejo, VI señor de Lucena y V señor de Chillón. Fue III y V gobernador de Orán, en la actual Argelia, entre 1510 y 1512 y entre 1516 y 1518. En diciembre de 1512 y hasta diciembre de 1515 fue nombrado I virrey de Navarra a raíz de la incorporación, "manu militari", de una parte substancial del reino de Navarra a la Monarquía Española. El nombre del marquesado se refiere al municipio andaluz de Comares, en La Axarquía malagueña.

## Lista de titulares
|                                  | Titular                                                         | Periodo                          |
| Creación por Juana I de Castilla | Creación por Juana I de Castilla                                | Creación por Juana I de Castilla |
| -------------------------------- | --------------------------------------------------------------- | -------------------------------- |
| I                                | Diego Fernández de Córdoba y Arellano                           | 1512-1518                        |
| II                               | Luis Fernández de Córdoba y Pacheco                             | 1518-1564                        |
| III                              | Diego Fernández de Córdoba y Fernández de Córdoba               | 1564-1601                        |
| IV                               | Enrique de Aragón y Enríquez de Cabrera                         | 1601-1640                        |
| V                                | Luis de Aragón y Fernández de Córdoba                           | 1640-1670                        |
| VI                               | Joaquín de Aragón y Benavides                                   | 1670                             |
| VII                              | Catalina de Aragón y Sandoval                                   | 1670-1697                        |
| VIII                             | Luis Francisco de la Cerda y Aragón                             | 1697-1711                        |
| IX                               | Nicolás Fernández de Córdoba y de la Cerda                      | 1711-1739                        |
| X                                | Luis Fernández de Córdoba y Spínola                             | 1739-1768                        |
| XI                               | Pedro de Alcántara Fernández de Córdoba y Moncada               | 1768-1789                        |
| XII                              | Luis Fernández de Córdoba y Gonzaga                             | 1789-1806                        |
| XIII                             | Luis Fernández de Córdoba y Benavides                           | 1806-1840                        |
| XIV                              | Luis Fernández de Córdoba y Ponce de León                       | 1840-1873                        |
| XV                               | Luis Fernández de Córdoba y Pérez de Barradas                   | 1873-1879                        |
| XVI                              | Luis Fernández de Córdoba y Salabert                            | 1880-1956                        |
| XVII                             | Victoria Eugenia Fernández de Córdoba y Fernández de Henestrosa | 1956-2013                        |
| XVII                             | Victoria Elisabeth von Hohenlohe-Langenburg y Schmidt-Polex     | 2018-                            |